# Chiesa del Carmine (Oristano)
La chiesa del Carmine, annessa all'ex convento dei carmelitani, si trova nel centro storico di Oristano, in via del Carmine. La piccola chiesa, opera più significativa dell'architetto piemontese Giuseppe Viana, è considerata la massima espressione del rococò in Sardegna, "vero gioiello dell'architettura rococò in Italia" secondo Corrado Maltese.

## Storia e descrizione
Il progetto per il complesso dei carmelitani di Oristano (comprendente chiesa e convento), venne realizzato nel 1776 dall'ingegnere militare Giuseppe Viana, allievo di Benedetto Alfieri; nel 1777, la valutazione positiva del progetto da parte del Collegio degli Edili di Torino, permise al Viana di ottenere il titolo di architetto regio. L'opera finanziata e donata ai carmelitani, nel 1782, da don Damiano Nurra, marchese d'Arcais, venne completata nel 1785. Il convento restò ai frati sino al 1866, quando ospitò il Comando dell'Arma dei Carabinieri; attualmente è utilizzato per iniziative culturali.
La chiesa presenta una facciata in pietra arenaria, scandita da lesene con capitelli ionici e sormontata da un timpano, spezzato da finestrone reniforme. Sopra il portale si trovano una lapide in marmo e lo stemma dei d'Arcais. Il campanile e la cupola presentano un rivestimento in coloratissime tegole in maiolica. L'interno risulta più caratterizzato dallo stile rococò; presenta un'unica navata, con quattro cappelle laterali. Il profondo presbiterio, termina con l'abside, sormontata dalla cupola ellittica che poggia su un alto tamburo, illuminato da ampi finestroni. Sulla parte alta del presbiterio e dell'aula si affacciano alcune tribune, caratterizzate da balconcini in ferro battuto. Inoltre, elementi che conferiscono suggestione all'ambiente sono il gioco tra la luce, che filtra da diverse aperture, e la penombra delle cappelle e della galleria superiore, le cornici aggettanti, che percorrono aula e presbiterio, le tinte vivaci degli intonaci; da menzionare anche gli arredi, tra cui l'altare maggiore, con la statua della Madonna del Carmelo, e il pulpito, entrambi marmorei.